# Mal Baird
Mal Baird, wł. Malcolm David Baird (ur. 6 lipca 1948) – australijski lekkoatleta, płotkarz, medalista igrzysk Brytyjskiej Wspólnoty Narodów, olimpijczyk.

## Kariera sportowa
Zdobył srebrny medal w biegu na 110 metrów przez płotki  na igrzyskach Brytyjskiej Wspólnoty Narodów w 1970 w Edynburgu, przegrywając jedynie z Davidem Hemerym z Anglii, a wyprzedzając Godfreya Murraya z Jamajki. Odpadł w eliminacjach tej konkurencji na igrzyskach olimpijskich w 1972 w Monachium.
Był również dwukrotnym medalistą igrzysk Konferencji Pacyfiku w biegu na 110 metrów przez płotki: srebrnym w 1969 w Tokio i brązowym w 1973 w Toronto. Zajął 8. miejsce na tym dystansie na uniwersjadzie w 1967 w Tokio oraz 6. miejsce w tej konkurencji na uniwersjadzie w 1970 w Turynie. Na tej ostatniej odpadł w eliminacjach sztafety 4 × 100 metrów.
Był mistrzem Australii w biegu na 110 metrów przez płotki od 1968/1969 do 1971/1972, wicemistrzem w 1966/1967 i 1972/1973 oraz brązowym medalistą w tej konkurencji w 1974/1975. Dwukrotnie poprawiał rekord Australii w tej konkurencji do czasu 13,8 s, uzyskanego 12 marca 1972 w Sydney. Był to najlepszy wynik w jego karierze.